# Czemiernaje
Czemiernaje (biał. Чэмернае; ros. Чемерное, Czemiernoje; pol. hist. Czymierno) – wieś na Białorusi, w obwodzie homelskim, w rejonie lelczyckim, w sielsowiecie Lelczyce, nad Uborcią i przy drodze republikańskiej R36. Graniczy z Lelczycami.

## Historia
W dwudziestoleciu międzywojennym były to chutory, położone w granicach Związku Sowieckiego. Od 1991 w niepodległej Białorusi.